# کارولین ویدمر
کارولین لد ویدمر (۱۹ ژانویه ۱۹۰۲ – ۱۰ ژانویه ۱۹۹۱) یک آموزگار پرستاری و مدیر دانشگاهی آمریکایی بود که به‌عنوان نخستین رئیس دانشکده پرستاری دانشگاه کنتیکت خدمت کرد. او این سمت را به مدت بیست‌وپنج سال (۱۹۴۲–۱۹۶۷) بر عهده داشت.

## حرفه و تحصیلات
ویدمر در ۱۹ ژانویه ۱۹۰۲ در راندولف، ورمانت به دنیا آمد. والدین او جورج لد، یک کشیش، و مری هملین، دختر سایروس هملین، بنیان‌گذار کالج رابرت و رئیس کالج میدلبری بودند.
ویدمر مدرک کارشناسی خود را در سال ۱۹۲۳ از کالج ولزلی دریافت کرد. او عضو انجمن فی بتا کاپا بود. پس از دوره‌هایی به‌عنوان دستیار پژوهشی آسیب‌شناسی در بوستون و مربی آزمایشگاه در دانشگاه ورمانت، در سال ۱۹۲۹ وارد مدرسه پرستاری دانشگاه ییل شد. در اواخر همان سال، چندین ماه به‌عنوان سازمان‌دهنده بهداشت عمومی در بوگوتا، کلمبیا فعالیت کرد. پس از فارغ‌التحصیلی به‌عنوان پرستار ثبت‌شده، ویدمر به‌عنوان سرپرست پرستاران در بیمارستان ییل نیو هیون مشغول به کار شد.

## دانشگاه کنتیکت
ورود ایالات متحده به جنگ جهانی دوم باعث افزایش شدید تقاضا برای پرستاران شد و ایالت کنتیکت برای پاسخ به این نیاز اقدام کرد. ویدمر، به توصیه آنی واربرتون گودریچ و با انتصاب رئیس دانشگاه کنتیکت، آلبرت ن. یورگنسن، در اوت ۱۹۴۲ به‌عنوان نخستین مدیر (و یک سال بعد، رئیس) دانشکده پرستاری دانشگاه کنتیکت منصوب شد. او برنامهٔ درسی را تدوین و به‌طور مداوم بازبینی کرد، اعضای هیئت علمی را استخدام کرد (نخستین نفر جوزفین دولان بود) و با بیمارستان‌ها برای ایجاد دوره‌های عملی برای دانشجویان همکاری داشت. این دانشکده نخستین گروه دارای مدرک کارشناسی خود را در سال ۱۹۴۷ فارغ‌التحصیل کرد و در سال ۱۹۵۵ شعبه‌ای از انجمن افتخاری سیگما تتا تاو را تأسیس کرد. در سال ۱۹۴۹، کمیته ملی بهبود خدمات پرستاری دانشگاه کنتیکت را در میان ۲۵٪ برتر دانشکده‌های پرستاری کشور رتبه‌بندی کرد. ویدمر همچنین پایه‌های برنامه تحصیلات تکمیلی پرستاری را بنا نهاد که در سال ۱۹۷۱ آغاز شد.
تا زمان بازنشستگی ویدمر، تعداد دانشجویان این دانشکده از ۱۳ نفر در سال ۱۹۴۲ به ۴۸۳ نفر (و ۳۸ عضو هیئت علمی) در سال ۱۹۶۷ افزایش یافت.
در دوران ریاست خود، ویدمر برای ادامه تحصیل در کالج ترینیتی (کنتیکت) رفت و در سال ۱۹۵۱ مدرک کارشناسی ارشد آموزش را دریافت کرد.

## میراث
پس از بازنشستگی، ویدمر همچنان در جامعه پرستاری ملی و سازمان‌های محلی نزدیک محل سکونتش در استورز، کنتیکت فعال باقی ماند. او نزدیک به هفت سال به‌عنوان دبیر اجرایی انجمن سیگما تتا تاو خدمت کرد. همچنین، ریاست انجمن تاریخی منسفیلد، انجمن بیمارستان ویندهم و انجمن پرستاران کنتیکت را بر عهده داشت. او عضو هیئت دولتی آزمونگران پرستاری و لیگ آموزش پرستاری کنتیکت نیز بود. علاوه بر خدمات حرفه‌ای، ویدمر در سال ۱۹۷۵ جایزه فارغ‌التحصیل برجسته را از دانشگاه ییل و در سال ۱۹۶۷ جایزه افتخاری انجمن پرستاران کنتیکت را دریافت کرد.
در سال ۲۰۱۲، بال ویدمر در ساختمان استورز هال، محل دانشکده پرستاری، به افتخار او نام‌گذاری شد. این بخش دارای ۱۵٬۸۰۰ فوت مربع مساحت بود و با هزینه ۱۴ میلیون دلار ساخته شد. این ساختمان شامل یک کلاس بزرگ، سالن مطالعه، اتاق‌های شبیه‌سازی بالینی و اتاق‌های معاینه بود. ساختمان پیشین دانشکده پرستاری نیز بین سال‌های ۱۹۵۰ تا ۱۹۹۶ با نام ساختمان کارولین لد ویدمر شناخته می‌شد که در ابتدا در سال ۱۹۱۹ به‌عنوان درمانگاه دانشگاه ساخته شده بود و پس از تعطیلی در سال ۱۹۹۶ تخریب شد.
هر سال، دانشکده پرستاری دانشگاه کنتیکت جایزه کارولین لد ویدمر را برای رهبری در پرستاری به فارغ‌التحصیلان برجسته اعطا می‌کند.

## زندگی شخصی
در دوران اقامتش در بیروت، ویدمر با رابرت ویدمر آشنا شد و در ۲۷ آوریل ۱۹۳۴ با او ازدواج کرد. آن‌ها دو پسر به نام‌های اریک ویدمر و مایکل ویدمر داشتند.
ویدمر در ویندهام در ۱۰ ژانویه ۱۹۹۱ درگذشت. هر دو پسرش از او به جا ماندند.